# Аферисти в сітях
«Аферисти в сітях» — українське телевізійне реаліті шоу, що транслюється з 2014 року. Головною метою проєкту є викриття шахрайських схем. У рамках програми журналістка Олена-Крістіна Лебідь застосовує метод маски та перевтілюється у жертву шахраїв і таким чином викриває задуми аферистів. Повторні покази з повним українським дубляжем транслюється на «Новому каналі» та «ОЦЕ ТБ».

## Про шоу
Суть телевізійного шоу «Аферисти в сітях» полягає у тому, аби провести розслідування та викрити шахрайські схеми недоброчесних підприємців, діячів тощо. Проєкт займається саме інтернет-аферами. Головна мета — застерегти глядачів від ситуацій, які трапляються з героями. На цьому наголошують і в самому шоу: «Єдиною метою створення програми є засторога для глядачів, аби вони ніколи не попадали у пастки шахраїв». Протягом 7 сезонів ведуча не тільки виступала у ролі «жертви», але і сама ставала «шахрайкою».
У випусках шоу були розкриті наступні теми: взаємодія з недоброчесними роботодавцями, які пропонували надвелику заробітну платню, онлайн-знайомства з різного роду наслідками, перевірка чоловіків «на вірність» власними дружинами, порядність та професійність водіїв таксі, віртуальні інтимні послуги, шантаж через особисті фото дівчат, телевізійні кастинги та багато інших.

## Історія створення
Попередником шоу «Аферисти в сітях» був проєкт «Аферисти». Ця передача також виходила на Новому каналі. Програми за змістом та цільовим спрямуванням є майже ідентичними. Різниця в тому, що якщо «Аферисти в сітях» займалися викриттям виключно інтернет-шахраїв, то «Аферисти» бралися за махінації і в інших галузях. Цей проєкт був однією з рубрик програми «Абзац!» та був закритий у 2012 році.
На травень 2021 року у архівах телеканалу Новий канал зберігаються лише 38 випусків за 2011 рік та 26 уривків відео за 2012 рік.
Лише згодом, у 2015, шоу було продовжено на «Новому каналі», але вже з новою назвою та дещо іншим форматом. Так, наприклад, змінилась тривалість програми, бо у першому варіанті шоу «Аферисти» тривало рівно 44 хвилини, а від 2015 року стали можливими відхилення, тепер хронометраж одного випуску від 45 до 55 хвилин. У перших двох сезонах використовувалася назва-каламбур «Аферисти в сєтях». Окрім того, змінився склад учасників програми. Журналістами та водночас учасниками афер у 2011 році були Дмитро, Денис та Крістіна, а ведучою програми Анастасія Касілова. Знімальний процес спілкування та обговорення героїв відбувався у студії. У 2021 ж журналістом та ведучою стала Олена-Крістіна Лебідь, а студія змінилася на барну стійку.

## Хронологія випусків
| Сезон | Рік виходу на екрани | Кількість випусків | Герої програми                                                            |
| ----- | -------------------- | ------------------ | ------------------------------------------------------------------------- |
| 1     | 2015                 | 4                  | Олена-Христина(Крісітіна) Лебідь (журналіст, ведуча)                      |
| 2     | 2015-2016            | 16                 | Олена-Христина(Крісітіна) Лебідь(журналіст, ведуча)                       |
| 3     | 2018                 | 10                 | Олена-Христина(Крісітіна) Лебідь(журналіст, ведуча)                       |
| 4     | 2019                 | 15                 | Олександр Карелін (ведучий),Олена-Христина(Крісітіна) Лебідь(журналіст)   |
| 5     | 2020                 | 13                 | Олександр Карелін (ведучий), Олена-Христина(Крісітіна) Лебідь (журналіст) |
| 6     | 2021                 | 13                 | Олександр Карелін (ведучий), Олена-Христина(Крісітіна) Лебідь(журналіст)  |
| 7     | 2022                 | 12                 | Дімон-Анонімус (ведучий), Олена-Христина(Крісітіна) Лебідь(журналіст)     |
| 8     | 2023                 | 8                  | Олена-Христина(Крісітіна) Лебідь                                          |